# Murat Gençtürk
Murat Gençtürk (ur. 15 lutego 1978) – turecki zapaśnik walczący w stylu wolnym. Zajął 26. miejsce na mistrzostwach świata w 2006. Szósty w Pucharze Świata w 2006. Trzeci na MŚ kadetów w 1992 roku.